# Чередник, Гавриил Иванович
 Полный кавалер ордена Славы
Гавриил Иванович Чередник (10 января 1922 — 24 марта 1983) — старшина, помощник командира взвода 224-го стрелкового полка (162-я стрелковая дивизия). Участник Великой Отечественной войны, полный кавалер ордена Славы. Все три степени ордена заслужил за два месяца лета 1944 года в ходе Львовско-Сандомирской операции.

## Биография
Родился 10 января 1922 года в селе Дмитриевское (ныне Красногвардейского района Ставропольского края) в семье крестьянина. Русский. Окончил 7 классов.
Работал инструктором райкома комсомола по физкультуре и спорту.
В Красной Армии с июня 1941 года. До сентября учился в Житомирском пехотном училище. На фронте с сентября 1941 года. Четырежды был ранен.

## Описание подвигов
Все три степени ордена Славы заслужил за два месяца лета 1944 года в ходе Львовско-Сандомирской операции будучи в звании старшего сержанта помощником командира взвода 224-го стрелкового полка (162-я стрелковая дивизия, 13-я армия, 1-й Украинский фронт).

20 июня 1944 года в бою за с. Грицеволя (Радеховский район Львовской области, Украина) заменил выбывшего из строя командира взвода. Отразил с воинами 3 контратаки противника, лично уничтожил 5 солдат и 1 унтер-офицера.
24 июня 44 награждён орденом Славы III степени.

2 августа 44 в бою за г. Сташув (Польша) по своей инициативе сел на танки и первым ворвался в расположение обороны противника. Огнём из захваченного пулемёта уничтожил немецкого обер-лейтенанта и 14 солдат, чем обеспечил атаку и успешное продвижение вперед стрелковой роты.
28.8.44 награждён орденом Славы II степени.
10.8.44 во время форсирования р. Висла на подручных средствах преодолел ее и, захватив на др. стороне паром, переправил на нем личный состав батальона. 15.8.44 в бою за нас. пункт Якубовице (12 км сев.-зап. г. Сандомир, Польша) Ч. обнаружил исправный враж. танк и открыл из него огонь по наступающему пр-ку, нанеся ему урон в живой силе, чем содействовал успеху стрелк. подразделений. Был ранен, но продолжал выполнять боевую задачу.
9 ноября 1944 года награждён орденом Славы II степени, 30 ноября 1977 года перенаграждён орденом Славы I степени.

### После войны
Демобилизован в ноябре 1946 года. Жил в городе Ставрополь. Работал мастером на заводе автоприцепов. Умер 24 марта 1983 года.

## Награды и память
Полный кавалер ордена Славы (1944, 1944, 1944), также награждён медалями, в т.ч. двумя медалями «За отвагу» (1943, 1944).
Его портрет — на Аллее Героев в г. Ставрополь.